# Aloba Arch

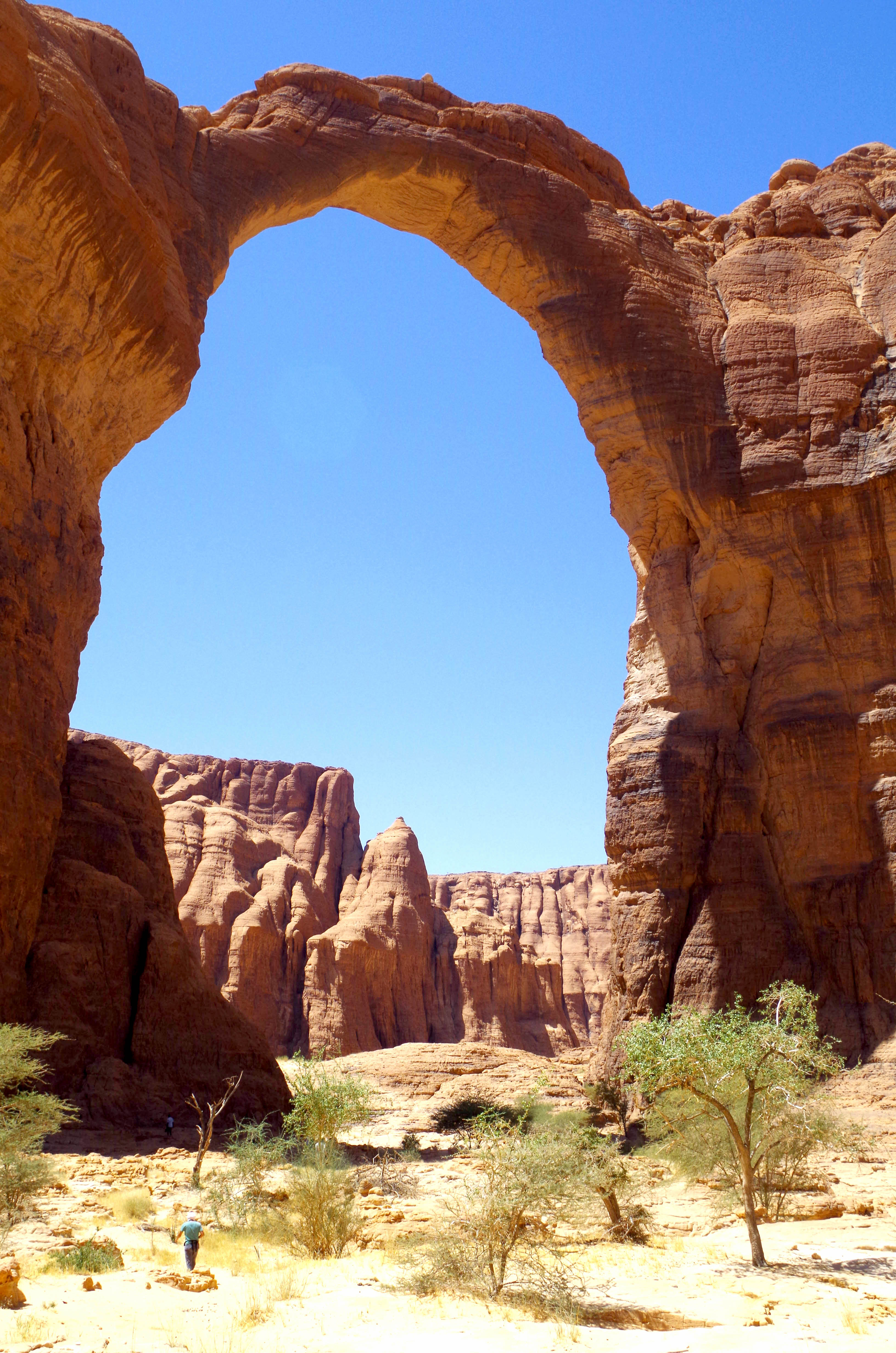
Aloba Arch, Ennedi, Tschad

Aloba Arch ist ein Felsentor im Tschad. Das Ennedi-Plateau in der Sahara im Nordosten des Landes, in der Nähe zu den Grenzen von Libyen und Sudan, hat eine Geologie die dem Colorado-Plateau in Nordamerika vergleichbar ist. Im Ennedi-Plateau gibt es eine ganze Reihe von Felsbögen und ähnlichen Felsformationen. Allerdings ist der Aloba Arch die einzige Sehenswürdigkeit, welche auf der Top-Ten-Liste der längsten Felsbögen in der Welt stehen.
Die Spannweite des Aloba Arch gilt als achtlängste in der Natur und als die längste außerhalb von China und Utah. Die genauen Maße sind aufgrund der Abgelegenheit und der späten Entdeckung nur Schätzungen. Anhand von Berechnungen von Fotografien wird eine Spannweite von 76,2 m angegeben. Im Vergleich dazu hat die Xianren Qiao (Elfenbrücke) in China eine Spannweite von 121,9 m. Bisher ist sie die längste bekannte Brücke. Fast noch beeindruckender als die Spannweite ist jedoch die schiere Höhe von ca. 120,1 m. Der Bogen ist damit wahrscheinlich der höchste Bogen der Welt.